# Oscinella colorata
Oscinella colorata är en tvåvingeart som först beskrevs av Becker 1914.  Oscinella colorata ingår i släktet Oscinella och familjen fritflugor.
Artens utbredningsområde är Seychellerna. Inga underarter finns listade i Catalogue of Life.